# Haroldius kawadai
Haroldius kawadai är en skalbaggsart som beskrevs av Masumoto 1995. Haroldius kawadai ingår i släktet Haroldius och familjen bladhorningar. Inga underarter finns listade i Catalogue of Life.